# No Jacket Required
No Jacket Required —literalmente: No se necesita chaqueta— es el nombre del tercer álbum de estudio del cantante y compositor británico Phil Collins, publicado el 18 de febrero de 1985. El álbum fue nombrado después de un incidente en The Pump Room de Chicago, donde a Collins se le denegó el ingreso al establecimiento debido a su atuendo. No Jacket Required contiene la participación de muchos artistas, incluyendo a Helen Terry, Peter Gabriel y Sting. Algunas de las canciones, como "Don't lose my number" y "Sussudio", se basaban en la improvisación. Otras canciones, como "Long Long Way to Go" hablan de un mensaje político. "One More Night", "Sussudio", "Don't Lose My Number" y "Take Me Home" fueron lanzados como sencillos, con videos musicales correspondientes. Estas cuatro canciones llegaron al Top 10 de la lista Billboard Hot 100, con "Sussudio" y "One More Night" alcanzando número uno. Los tres sencillos que se publicaron en el Reino Unido alcanzaron el Top 20 en la lista de sencillos británica.
El álbum fue recibido positivamente y ganó el Premio Grammy por Álbum del Año en 1985. Stephen Holden de The New York Times dijo que Collins fue "silenciosamente revolucionando y ampliando el papel de batería y lograr un récord en el pop". David Fricke de la revista Rolling Stone dijo que, "desde mi punto de vista, las obras que más me gustaron fueron: Face Value de 1981 y Hello, I Must Be Going!, pero No Jacket Required no logró ser un trabajo tan querido". Fue el disco de mayor éxito comercial en la carrera de Collins, No Jacket Required llegó al número uno en varios países, incluyendo los Estados Unidos (donde estaba en la cima de las listas norteamericanas durante siete semanas), el Reino Unido y Canadá. El registro ha sido certificado por un disco de diamante en los Estados Unidos por la Recording Industry Association of America y ha vendido más de dos millones de copias en el Reino Unido, siendo certificado por un disco de platino.
Muchas de las canciones, incluyendo "Take Me Home" y "Long Long Way to Go", han sido utilizados en episodios de Miami Vice, Cold Case, y "The Man with the Horn" fue reescrita y regrabada para el episodio "Phil el Shill". "We Said Hello Goodbye" fue regrabada para la película juega mantiene.
Tras el lanzamiento del álbum Collins se embarcó en la exitosa gira No Jacket Required World Tour. Al final de la gira, Collins recibió elogios del público para realizar conciertos en Londres y Filadelfia durante el Live Aid, el 13 de julio de 1985. Durante la gira, Collins grabó una canción con Marilyn Martin para la película White Nights, llamada "Separate Lives", que fue un éxito número uno en Estados Unidos y en el Reino Unido ya que alcanzó el Top 10 en dicho país. Remixes de seis de las canciones de este disco se incluyeron más tarde en la compilación de 12"ers.

## Historia

### Título del álbum
El álbum es nombrado después de un incidente en el restaurante de The Pump Room en Chicago, Illinois. Collins (al entrar en el restaurante con Robert Plant), denegó la admisión porque no cumplía con el reglamento de vestimenta en el restaurante que consistía en "es necesaria la chaqueta" para la cena, mientras que la vestimenta de Plant estaba permitida. Collins llevaba una chaqueta y discutieron sobre ella. El Maître d' argumentó que la chaqueta no era la "correcta". Collins, en una entrevista con Playboy, dijo que "él que el nunca había pasado un momento tan loco en su vida". Después del incidente, el cantante apareció a menudo en shows como Late Night with David Letterman y The Tonight Show Starring Johnny Carson, denunciando al restaurante y contando sobre el hecho. La gestión del restaurante más tarde realizó un acto de cortesía, mandándole una chaqueta deportiva junto con una carta de disculpa, afirmando que él pudo venir al restaurante vistiendo con lo que quería.

Pense en hacer diferentes cosas. Como tal vez ir allí luciendo la chaqueta que corresponde y pedir una bebida y solo lo vertido en el suelo y diciendo, ¡bueno yo tengo una chaqueta! !Usted no puede hacer nada en contra mio!. Quizá yo deba romper algunas fotografías en la pared, un poco de la actitud de Robert Plant. Pero no hice nada, por supuesto. Yo solo gemí sobre el.
Phil Collins en una entrevista de Playboy, Octubre de 1986.

### Antecedentes
Phil llegaba a 1985 con el discreto resultado de su segundo disco en solitario “Hello, I Must Be Going!”, el cual supuso un resultado menor al prometedor debut “Face Value” y después de haber terminado con la promoción del disco homónimo de Genesis de 1983, que siguió apuntalando el éxito que terminaría por explotar en el 86 con su siguiente entrega. Lo que estaba claro, es que Phil tenía que entregar un disco que supusiera el espaldarazo definitivo para su vuelo por su cuenta, ya que su anterior entrega dispuso de un sencillo que pocos recuerdan, aquel "I Don't Care Anymore", una buena canción, pero no es tan recordada como la canción "In the Air Tonight", y su mayor éxito vino asociado a una versión del “You Can’t Hurry Love” que llegó al n.º 1 en el Reino Unido. Teniendo un Pobre resultado comercial en global, para lo que en definitiva es un trabajo con una calidad al nivel de su ópera prima, pero que por el motivo que sea no fue tan bien acogida. Con el sencillo “Against All Odds” y posteriormente con No Jacket Required Phil subiría a lo más alto.

### Contenido
"Sussudio" es quizás la pieza más animada del disco. Estamos ante una composición de esas tan del gusto de Collins en su carrera en solitario, repleta de instrumentos de viento, y con el aliñado justo de sintetizadores y Caja de ritmos, para conseguir crear una melodía saltarina y muy alegre. “Sussudio” es esa palabra con la que Collins se siente tan bien al decirla, según reza la propia letra y también será recordada por su particular videoclip, el cual recrea una actuación de Collins y su banda en un pub, que parece que hasta el momento no ha ido muy bien (debido a las caras de tedio y sopor de varios asistentes), hasta que empiezan a sonar los acordes de “Sussudio”, los cuales desde el inicio llaman la atención de la gente, provocando un final de show en todo lo alto. La continuación del video supone el enganche con el de “One more night”, con Collins al piano en el pub ya desierto y cerrado. No podemos obviar que supuso un n.º 1 en la lista de los charts estadounidenses para Phil. Se aumenta si cabe el ritmo a continuación con la frenética “Only you know and I know”, con una endiablada base de sintetizadores, sobre la cual se disponen las secciones de viento de metal tan utilizadas por Collins y el resto del plantel instrumental, con lugar para algún que otro solo a cargo de Daryl Stuermer. “Long long way to go” supone el corte musical exótico del disco. Una canción con efecto de lejanía, misterio, y textura casi acústica, que termina de golpe y da paso a otra pieza radicalmente opuesta como es “I don’t want to know”, que nos devuelve a texturas parecidas a las abordadas en “Only you know and I know”.
“One More Night” supone la balada lenta y romántica de la obra , fue un gran éxito para el cantante y que siempre ha sido de sus temas favoritos de interpretar en directo; según palabras del propio Collins gustaba de jugar con la misma, cambiando la entonación de sus estrofas para darle frescura. “Don’t Lose My Number” es un tema que comúnmente está olvidado para la memoria colectiva, al que solamente prestan atención los reales fanes de Phil Collins. Destaca nuevamente el plano audiovisual, con el videoclip que viene a plasmar varias propuestas que distintos directores de videoclips hacen a Collins, haciendo varios guiños a la estética del cine del oeste, al clip de “Every Breath You Take” de The Police, al de “I’m still standing” de Elton John y alguno que otro más. En todo caso estamos ante un videoclip muy divertido. Pero lo principal es la canción. “Don’t lose my number” es un tema acelerado, muy rítmico, pero que tiene más bien un enfoque o sentido de misterio, más que alegre, visto en versos como “ellos llegaron de noche dejando el miedo a sus espaldas; había sombras por todos los sitios. Nadie sabía donde encontrarle, no se encontró pista alguna…”. Muy destacable es el bajo y algún que otro solo de guitarra a cargo del guitarrista Daryl Stuermer.
Retornando al protagonismo de los instrumentos de viento en la animada y festiva “Who Said I Would”. En el video del famoso Serious Hits... Live! en Berlín, se encuentra una escena graciosa de Collins que como monta un numerito haciendo la pregunta del título a todos los miembros de su banda de directo. Este “Who Said I Would” es de los temas más animados de la obra y se la puede considerar como la hermana mayor de la posterior “Hang In Long Enough” del siguiente disco ...But Seriously. Acertada resulta también “Doesn’t Anybody Stay Together Anymore?”. Estamos ante una canción en su mayor parte comedida, con un estribillo mucho más marcado, gracias a su instrumentación de teclados, los cuales le dan una fuerza muy interesante. “Inside out” no difiere mucho de su predecesora. Nuevamente los teclados vuelven a tener un peso importante en su melodía. Líricamente y en lo que a su recuerdo principal se refiere, es una canción que se te queda muy marcada por su estribillo, el cual se repite hasta la saciedad. A pesar de ello, no es una mala canción. De hecho, “No Jacket Required” es un disco sin fisuras en el que todo está muy meditado. “Take Me Home” es el épico final real del disco, aunque no sea el tema que le dé el cierre. Una pista muy apropiada para la rúbrica de la obra, básicamente porque tras los distintos pasajes que ofrece la obra, lo que pides es que te lleven a casa (probablemente el disco lo escuches en la misma, con lo que ahí no tendría sentido) y descansar un poco. “Take Me Home” es de las canciones que más abundan en el plano sentimental de la obra. “We Said Hello Goodbye” es claramente un epílogo, ya que quizás “Take Me Home”, con esa épica emotiva, podría haber sido sin ningún tipo de rubor el tema que pusiera el colofón a este magnífico LP. y con unas ciertas dosis de reflexión en su sonido, nos regala un cierre de disco más comedido, en el que Phil Collins se muestra al micrófono mucho más comedido, cosa que no se escuchaba de él desde hace varias pistas, ya que el último momento de ese estilo fue “One More Night”. Un tema este “We Said Hello Goodbye” mucho menos evidente en su melodía, pero un tremendo acierto igualmente.

¿"Sabes?, yo estaba muy felizmente casado con Jill, mi esposa estaba presente cuando la escribí, pero me había divorciado, mi manager se estaba divorciando también, y un par de buenos amigos igual y yo pensé, ¿qué está pasando?–¿No hay nadie que permanezca juntos? es de donde proviene esta canción
Phil Collins afirmando su inspiración por la canción "Doesn't Anybody Stay Together Anymore?" entrevista de Playboy octubre de 1986.

El tercer disco de la carrera en solitario del Collins arrasó. Fue un éxito rotundo y contundente y lanzaría definitivamente a Phil al estrellato y a la primera línea del mundo musical, lo cual en parte también ayudaría a que “Invisible Touch”, siguiente disco de Genesis, obtuviera resultados excelentes parecidos. De aquí hasta “Both Sides” de 1993, Phil viviría sus mejores días musicales, siendo los mismos también los de más actividad. Una actividad al rojo vivo, tanto o más que el color de su rostro en la fotografía de la portada de la obra que hoy nos ocupa, dispuesta sobre ese fondo negro.

## Álbum de remixes
Collins lanzó un álbum de canciones mezcladas del disco No Jacket Required, llamado 12"ers, en enero de 1988. Las seis canciones remezcladas fueron "Take Me Home," "Sussudio", "Who Said I Would", "Only You Know and I Know", "Don't Lose My Number", y "One More Night". Todos los remixes fueron hechos por John Potoker, excepto para "One More Night," que fue remezclada por el productor Hugh Padgham.

## Lista de temas
Todas las canciones escritas por Phil Collins, excepto las notadas.
1. "Sussudio" – 4:23
2. "Only You Know and I Know" (Letras: Collins, Música: Daryl Stuermer) – 4:20
3. "Long Long Way to Go" – 4:20
4. "I Don't Wanna Know" (Letras: Collins, Música: Stuermer) – 4:12
5. "One More Night" – 4:47
6. "Don't Lose My Number" – 4:46
7. "Who Said I Would" – 4:01
8. "Doesn't Anybody Stay Together Anymore" (Letras: Collins, Música: Stuermer) – 4:18
9. "Inside Out" – 5:14
10. "Take Me Home" – 5:51
11. "We Said Hello Goodbye"* – 4:15

## Personal
- Phil Collins – voces, batería, sintetizadores, Cajas de ritmos, batería electrónica, vocoder y kalimba
- David Frank – sintetizadores y caja de ritmos Oberheim DMX
- Daryl Stuermer – guitarra eléctrica
- Leland Sklar – bajo
- The Phoenix Horns - saxofones, trombón y trompeta
- Arif Mardin - arreglos orquestales
- Sting, Peter Gabriel y Helen Terry - coros

## Posiciones en listas

### Álbum
| 1985                                                          | 1 | 1 | 1 | 1 | 1 | 1 | 11 | 1 | 1 | 1 |
| "—" denotes releases that did not chart or were not released. |   |   |   |   |   |   |    |   |   |   |

### Sencillos
| Año                                                           | Título                 | Listas | Listas  | Listas       | Listas       | Listas | Listas | Listas | Listas | Listas      | Listas     | Listas | Listas | Listas | Listas | Listas | Listas |
| Año                                                           | Título                 | RU     | EE. UU. | EE. UU. A.C. | EE. UU. Rock | CAN    | AUS    | NZ     | ALE    | HOL Top 100 | HOL Top 40 | AUT    | FRA    | IRL    | NOR    | SUE    | SUI    |
| ------------------------------------------------------------- | ---------------------- | ------ | ------- | ------------ | ------------ | ------ | ------ | ------ | ------ | ----------- | ---------- | ------ | ------ | ------ | ------ | ------ | ------ |
| 1984                                                          | "One More Night"       | 4      | 1       | 1            | 4            | 1      | 2      | 5      | 10     | 8           | 15         | 6      | 24     | 4      | —      | —      | 6      |
| 1985                                                          | "Sussudio"             | 12     | 1       | 30           | 10           | 10     | 8      | 27     | 17     | 12          | 3          | —      | —      | 14     | 6      | 13     | 9      |
| 1985                                                          | "Don't Lose My Number" | —      | 4       | 25           | 33           | 11     | 10     | 22     | —      | 44          | —          | —      | —      | —      | —      | —      | —      |
| 1985                                                          | "Inside Out"           | —      | —       | —            | 9            | —      | —      | —      | —      | —           | —          | —      | —      | —      | —      | —      | —      |
| 1985                                                          | "Take Me Home"         | 19     | 7       | 2            | 12           | 23     | 64     | —      | —      | —           | —          | —      | —      | 13     | —      | —      | —      |
| "—" denotes releases that did not chart or were not released. |                        |        |         |              |              |        |        |        |        |             |            |        |        |        |        |        |        |